# Todeswunsch
"Todeswunsch" - Sous le soleil de Saturne eller kortare Todeswunsch, är ett album som getts ut av Sopor Aeternus år 1995.

## Låtlista
1. "Flesh Crucifix (Suffering from Objectivity)"  – 1:52
2. "Die Bruderschaft des Schmerzes (Die Unbegreiflichkeit des Dunklen Pfades, den die Kinder Saturns gehen)"  – 5:49
3. "Shadowsphere I & II (The Monologue-World and the subconscious Symbols)"  – 7:37
4. "Saltatio Crudelitatis (Tanz der Grausamkeit, vers.)"  – 5:47
5. "Just a Song without a Name"  – 0:28
6. "Soror Sui Excidium (Geliebte Schwester Selbstzerstörung)"  – 4:35
7. "Le Théâtre de la Blessure sacrée"  – 2:58
8. "The Devil's Instrument"  – 5:18
9. "Todeswunsch (vers.)"  – 5:38
10. "Drama der Geschlechtslosigkeit (part 1)"  – 2:05
11. "Freitod-Phantasien"  – 3:23
12. "Drama der Geschlechtslosigkeit (part 2)"  – 5:10
13. "Saturn-Impressionen"  – 2:47
14. "Somnabulist's secret Bardo-Life (Does the Increase of Pain invite the Absence of Time?)"  – 4:17
15. "Not dead but dying"  – 5:11
16. "Only the Dead in the Mist"  – 5:12
17. "This profane Finality"  – 4:35
18. "Cage within a Cage... (...within a Cage within a cage...)"  – 1:59